# Lidia Daniszewska

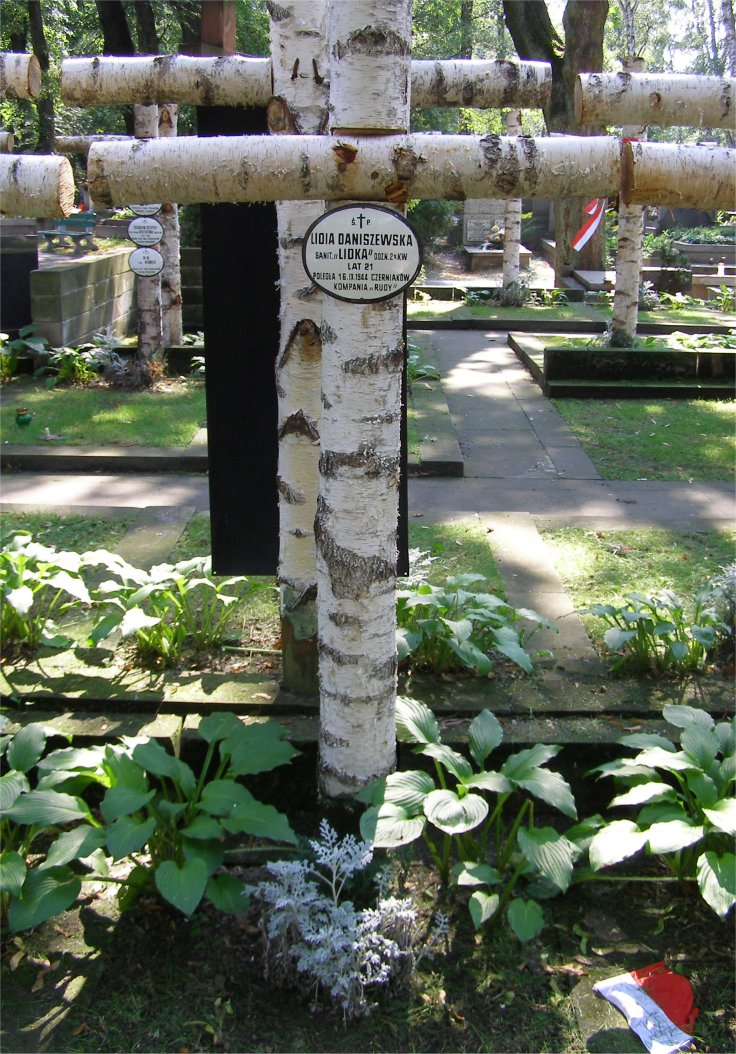
Grób Lidii Daniszewskiej na Cmentarzu Wojskowym na Powązkach w Warszawie

Lidia Daniszewska ps. Lidka (ur. 31 maja 1923 w Jeziornie, zm. 16 września 1944 w Warszawie) – sanitariuszka, łączniczka, uczestniczka powstania warszawskiego. Pośmiertnie awansowana na stopień podporucznika.

## Życiorys
Córka Pawła i Marii z domu Jeżycka.
Podczas okupacji niemieckiej studiowała medycynę na tajnych kompletach. 1. dnia powstania warszawskiego została łączniczką oraz sanitariuszką w plutonie „Felek” kompanii „Rudy” batalionu „Zośka”.
W dniach 30 i 31 sierpnia uczestniczyła w przebiciu ze Starego Miasta do Śródmieścia przez Ogród Saski.
We wrześniu opatrywała rany Andrzeja Romockiego (ps. „Morro”) w kościele św. Antoniego z Padwy (ul. Senatorska 31).
Poległa 16 września 1944 w rejonie ul. Wilanowskiej 1, Solec na Czerniakowie. 
Dwukrotnie odznaczona Krzyżem Walecznych. Pochowana w kwaterach żołnierzy i sanitariuszek batalionu „Zośka” na Cmentarzu Wojskowym na Powązkach w Warszawie (kwatera 20A-3-10).
11 maja 2020 roku Prezydent Rzeczypospolitej Polskiej podpisał postanowienie Nr 112.27.2020 o pośmiertnym nadaniu Lidii Daniszewskiej pierwszego stopnia oficerskiego podporucznika w uznaniu zasług na rzecz obronności państwa.